# Universität für Chemie und Technologie in Prag

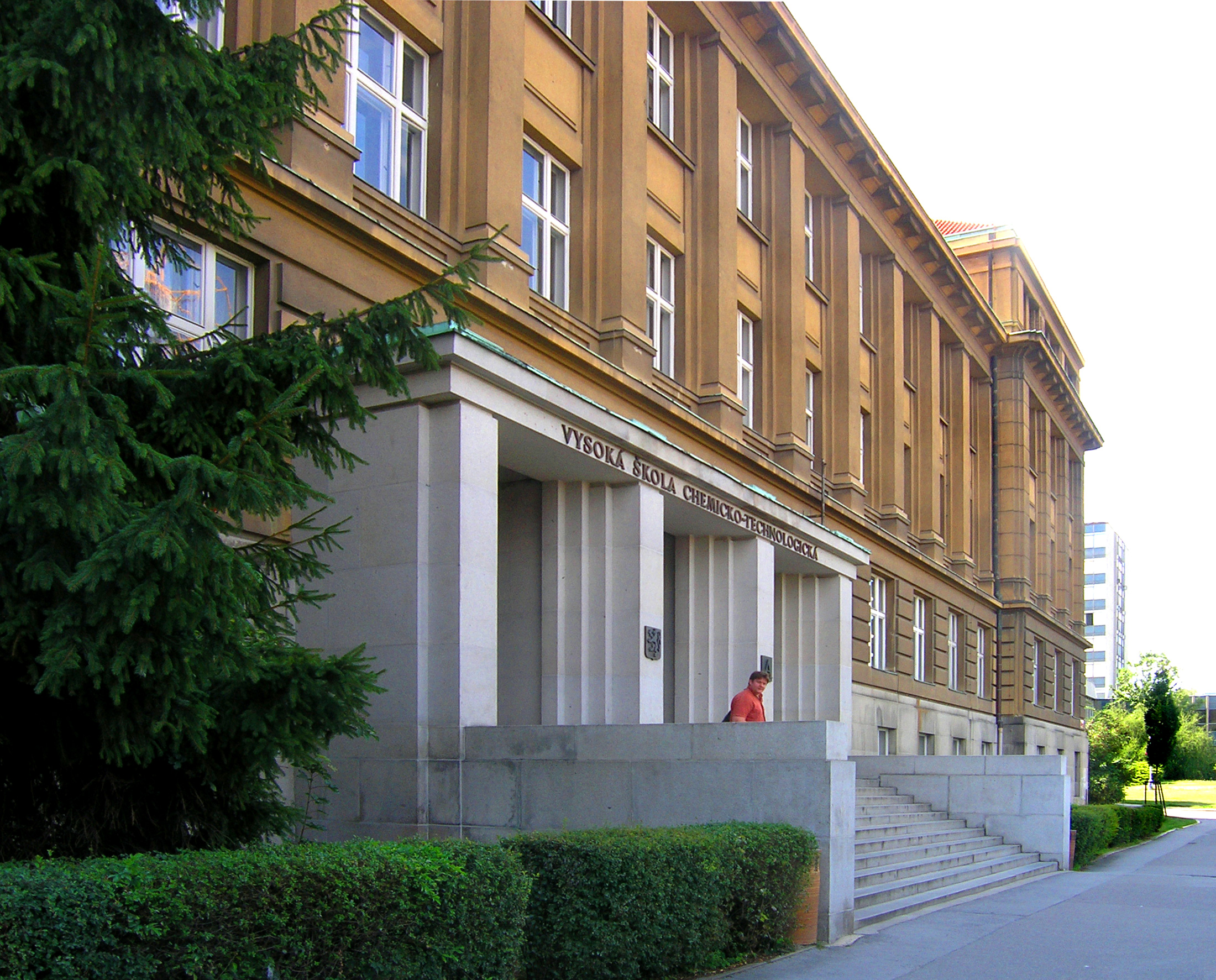
Universitätsgebäude

Universität für Chemie und Technologie in Prag, tschechisch Vysoká škola chemicko-technologická v Praze, kurz VŠCHT, ist eine tschechische Universität mit Sitz in Prag.
Die Entstehungsgeschichte der heute eigenständigen Universität greift auf das einstige Prager Polytechnikum (die spätere Tschechische Technische Universität in Prag) zurück. Hier wurde ab 1806 Chemie gelehrt. Nach der Umstrukturierung der Universität im Jahre 1920 wurde (als Fakultät) die Hochschule für chemisch-technologisches Ingenieurwesen (Vysoká škola chemicko-technologického inženýrství, kurz: VŠCHT) errichtet. 1953 wurde die Hochschule aus der Tschechischen Technischen Universität in Prag ausgegliedert und existiert seitdem als eigenständige Universität.

## Fakultäten
- Fakultät für Chemische Technologie
- Fakultät für Technologie des Umweltschutzes
- Fakultät für Lebensmittel- und Biochemische Technologie
- Fakultät für Chemieingenieurwesen

## Persönlichkeiten
- Vladimir Prelog (1906–1998), Schweizer Chemiker, Nobelpreis für Chemie (1975)
- Otto Wichterle (1913–1998), tschechischer Chemiker
- Vladimír Páral (* 1932), tschechischer Schriftsteller
- František Benda (1944–2017), tschechischer Umweltminister und Geistlicher.